# Times of Grace
Times of Grace é uma banda formada pelos músicos Adam Dutkiewicz e Jesse Leach, membros do Killswitch Engage. A banda lançou o seu primeiro álbum em 18 de janeiro de 2011, batizado de The Hymn Of A Broken Man, o primeiro single do álbum saiu no dia 15 de outubro (A faixa Strength In Numbers).

## História

### Origem do Projeto (2007-2010)
O início do projeto dos dois artistas começou por volta de 2007. Durante a turnê do grupo Killswitch Engage em Warped, Tour em que Adam Dutkiewicz sofreu uma lesão nas costas e foi levado ao hospital. Enquanto na cama, ele começou a fazer música - compondo riffs com a guitarra deitado sobre seu estômago. Ele mencionou mais tarde em uma entrevista:
"Eu tinha guardado na cabeça o álbum todo. Até então eu achava que eu não andaria mais, e essas gravações que estão em um piscar de olhos, você poderá entender todas as mensagens que as músicas passam. Eles falam também sobre como foi tão rápido em tão pouco tempo a produção desse álbum, e que as pessoas deveriam parar e lembrar o lado positivo da vida nos momentos de dúvida."

### Sobre o Álbum The Hymn of a Broken Man (2010-2011)
Em termos de material musical é bastante estranho "metal, e algumas baladas, estilo as musicas da banda Neurosis" (Curiosamente, o mesmo nome do projeto de Dutkiewicz e Leach - "Times Of Grace" - é o nome de um álbum da banda Neurosis , lançado em 1999). Em seguida, usando uma câmera Dutkiewicz gravou uma demo e enviou uma cópia para Jesse Leach (Que na época estava indo em turnê com sua banda Seemless). O cantor disse depois:
"O Material que eu ouvi me mudou completamente. Eram os trechos de música mais incomuns que já ouvi. Imediatamente comecei a escrever letras para ele e terminei a turnê. Quando voltei , ele registrou a demo e disse (Adam): " Este é um álbum de nossa carreira. Queríamos criar uma estrutura metálica do Abbey Road (Álbum dos The Beatles do ano 1969). (...) Nós decidimos que temos a intenção de criar uma obra completa, E nós fizemos isso. (...) Eu tenho que admitir que este não é o nosso último álbum. Agora nós estamos falando de criar algo diferente. Durante anos, nós estamos falando sobre fazer álbuns dream pop no estilo dos primeiros do Radiohead. (Ambos ouvem brit pop como The Verve ou no início de Coldplay) Então, podemos fazer algo parecido com isto... embora em nosso próprio estilo,  A ideia seria uma versão estilo Metalcore do Radiohead. Adam e eu somos almas gêmeas musicais, e que não será a última coisa que as pessoas ouvem de nós."

### Estréia (2011-atualmente)
17 de agosto de 2010 foi anunciado que a estréia dos dois músicos, intitulado The Hymn Of A Broken Man, Seria lançado 9 de novembro de 2010 pela gravadora Roadrunner Records, mas recentemente mudaram a data da estréia para o dia 18 de Janeiro de 2011. Dutkiewicz e Leach, que obtiveram sucesso no álbum em 2002, Alive or Just Breathing (Com o Killswitch Engage), Admitiram que não criariam uma continuidade no estilo do álbum. Em suas próprias palavras disseram "Este álbum é limpo e purificado para cada um de vocês, que foram exorcizados por demônios musicais. O álbum contém uma mistura de agressividade e melodia". The Hymn of a Broken Man estreou em #44 no Billboard 200 e vendeu um pouco mais de 10,000 unidades na semana de estréia. 

## Membros
- Adam Dutkiewicz - Vocal, Guitarra, bateria, Baixo
- Jesse Leach - Vocal

Membros de Turnê:
- Daniel Struble - Baixo (2011)
- Joel Stroetzel – Guitarra (2011–presente)
- Matt Bachand – Baixo (2011-presente)
- Dan Gluszak – bateria(2011–presente)

## Discografia
- The Hymn Of A Broken Man (2011)

## Singles
Strength In Numbers

## Clipes
- Strength In Numbers[7]
- Live In Love[8]